# Ismail Sulaiman Al Ajmi
Ismail Sulaiman Al Ajmi (Mascate, 9 giugno 1984) è un calciatore omanita, centrocampista dell'Al-Khabourah.

## Carriera

### Club
Comincia a giocare nell'Al-Khabourah, in cui milita fino al 2004. Nel 2004 si trasferisce al Muscat, in cui milita fino al 2006. Nel 2006 si trasferisce in Qatar, all'Al-Shamal, con cui colleziona 20 presenze e 12 reti. Nel 2007 passa all'Umm-Salal, con cui colleziona 17 presenze e 6 reti. Nel 2008 si trasferisce in Kuwait, all'Al-Kuwait, in cui milita fino al 2011. Nel 2011 si trasferisce al Kazma. Nel 2012 si trasferisce negli Emirati Arabi Uniti, all'Al-Faisaly. Nel 2013 si trasferisce all'Al-Naser. Nel 2014 gioca al Saham Club, per poi trasferirsi all'Al-Khabourah.

### Nazionale
Con la Nazionale omanita ha giocato tra il 2003 ed in 2013, collezionando oltre 90 presenze e partecipando a 2 edizioni della Coppa d'Asia.

## Palmarès

### Club
- Coppa dell'AFC: 1

Al-Kuwait: 2009
- Kuwait Federation Cup: 1

Al-Kuwait: 2009-2010